# Pecna
Pecna is een dorp in de Poolse woiwodschap Groot-Polen. De plaats maakt deel uit van de gemeente Mosina en telt 1500 inwoners.